# Anton Linskens
Anton Linskens (2 de septiembre de 1939) es un deportista neerlandés que compitió en judo. Ganó dos medallas en el Campeonato Europeo de Judo en los años 1964 y 1965.

## Palmarés internacional
| Campeonato Europeo | Campeonato Europeo    | Campeonato Europeo | Campeonato Europeo |
| Año                | Lugar                 | Medalla            | Categoría          |
| ------------------ | --------------------- | ------------------ | ------------------ |
| 1964               | Berlín Oriental (RDA) | Medalla de plata   | –68 kg (A)         |
| 1965               | Madrid (España)       | Medalla de bronce  | –63 kg             |